# Rana forreri
Lithobates forreri là một loài ếch trong họ Ranidae.
Nó được tìm thấy ở Costa Rica, El Salvador, Guatemala, Honduras, México, và Nicaragua.
Các môi trường sống tự nhiên của chúng là các khu rừng khô nhiệt đới hoặc cận nhiệt đới, rừng ẩm vùng đất thấp nhiệt đới hoặc cận nhiệt đới, các khu rừng vùng núi ẩm nhiệt đới hoặc cận nhiệt đới, vùng đất có cây bụi nhiệt đới hoặc cận nhiệt đới, sông, đầm nước ngọt, đầm nước ngọt có nước theo mùa, các vùng đô thị, các khu rừng trước đây bị suy thoái nặng nề, khu vực trữ nước, ao nuôi trồng thủy sản, đất nông nghiệp có lụt theo mùa, và kênh đào và mương rãnh.